# Число Стюарта
Число Стюарта ({\displaystyle St,N}) — безразмерное число (критерий подобия), используется в магнитной гидродинамике для описания влияния магнитного поля на течение жидкости. Он представляет собой отношение между плотностью магнитной силы и количеством движения жидкости.
Это число названо в честь Бальфура Стюарта (Balfour Stewart), шотландского физика и инженера.
Оно определяется следующим образом:
{\displaystyle St={\frac {B^{2}\sigma L_{c}}{\rho v}}={\frac {Ha^{2}}{Re}}}
где используются следующие обозначения:
- р — плотность
- v — скорость жидкости
- σ — электропроводность
- Lc — характерная длина
- B — магнитная индукция
- Ha — число Гартмана
- Re — число Рейнольдса

Это число также называют числом Стюарта (Stuart) в честь Джона Тревора Стюарта, английского математика.